# Mediator Dei

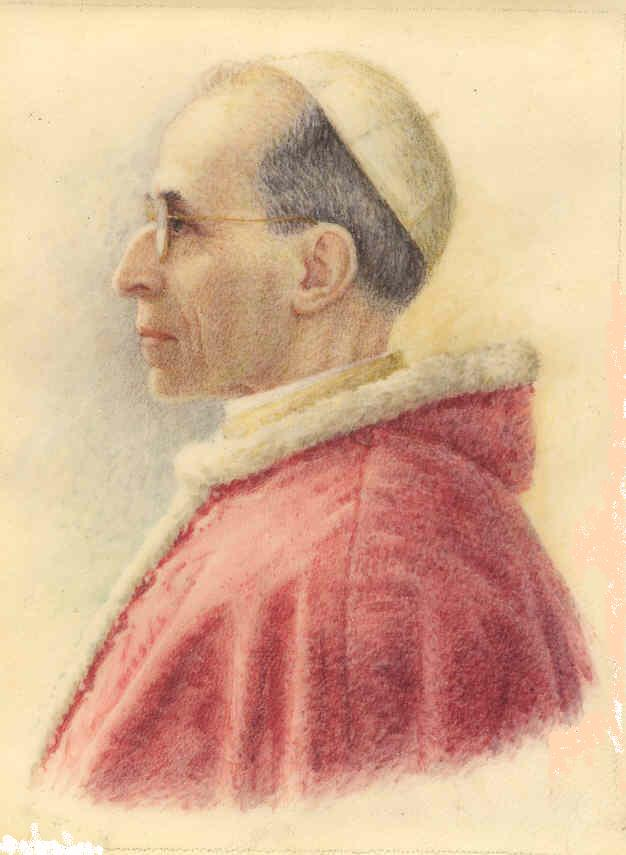
Papa Pio XII, autor da Encíclica Mediator Dei.

Mediator Dei foi a 12.ª das 40 Encíclicas publicada pelo Papa Pio XII, datada de 20 de novembro de 1947 e destinada a reafirmar aspectos da liturgia, com destaque para a música sacra. A Mediator Dei reafirma determinações já emitidas no Motu Proprio Inter pastoralis officii sollicitudines (Tra le sollecitudini) de Pio X, na Constituição Apostólica Divini Cultus sanctitatem de Pio XI e na Encíclica Mystici Corporis Christi (1943) do próprio Pio XII, sem apresentar, para a música sacra, mudanças tão substanciais quanto as prescritas no Motu Proprio Inter pastoralis officii sollicitudines, a não ser no que se refere à maior participação popular no canto religioso e maior valorização do canto religioso popular e da arte moderna voltadas à dignidade das celebrações litúrgicas.

## Documentos da Igreja Católica sobre música sacra
A Igreja Católica, desde a Idade Média, emitiu determinações sobre a música sacra, na forma de bulas, encíclicas (epístolas encíclicas ou cartas encíclicas), constituições, decretos, instruções, motu proprio, ordenações, éditos e outras. A maior parte dessas decisões foi local ou pontual, e apenas algumas tiveram caráter geral, dentre as quais, segundo Paulo Castagna, estão os doze conjuntos de determinações mais impactantes na prática musical, do século XIV ao século XX, excetuando-se destas as inúmeras instruções cerimoniais (ou rubricas) dos livros litúrgicos:
1. A Bula Docta Sanctorum Patrum de João XXII (1325)
2. O Decreto do que se deve observar e evitar na celebração da Missa de 17 de setembro de 1562, da Seção XXII do Concílio de Trento
3. O Cæremoniale Episcoporum (Cerimonial dos Bispos), publicado por Clemente VIII em 1600, reformado por Bento XIV em 1752 e por Leão XIII 1886.
4. Os Decretos da Sagrada Congregação dos Ritos (1602-1909)
5. A Constituição Piæ sollicitudinis studio, de Alexandre VII (23 de abril de 1657)
6. A Carta Encíclica Annus qui hunc, do papa Bento XIV (19 de fevereiro de 1749)
7. A Ordinatio quoad sacram musicen, da Sagrada Congregação dos Ritos (25 de setembro de 1884)
8. O Decreto Quod sanctus Augustinus de Leão XIII (7 de julho de 1894), ratificado pela Sagrada Congregação dos Ritos como decreto n.3830
9. O Motu Proprio Inter pastoralis officii sollicitudines (Tra le sollecitudini) de Pio X (22 de novembro de 1903)
10. A Carta Encíclica Musicæ sacræ disciplina sobre a música sacra, do papa Pio XII (25 de dezembro de 1955)
11. A Instrução De musica sacra et sacra liturgia sobre música sacra e liturgia, do papa Leão XXIII, 3 de setembro de 1958
12. O Decreto Sacrosanctum Concilium sobre música sacra do Concílio Vaticano II (4 de dezembro de 1963)
A Encíclica Mediator Dei não apresentou aspectos tão impactantes na música sacra quanto os documentos acima referidos, mas tem grande importância histórica como um dos documentos que possibilitaram a continuidade da prática musical restaurista na Igreja Católica até o final da década de 1950, especialmente pela maior admissão da arte popular e da participação popular no canto sacro.

## Estudos sobre a EncíclicaMediator Dei
Esse documento foi estudado, do ponto de vista musicológico, por poucos autores, com destaque para Robert F. Hayburn (1979), e Fernando Lacerda Simões Duarte (2011 e 2016).

## Conteúdo geral da EncíclicaMediator Dei
- Introdução

1. Primeira parte: Natureza, origem, progresso da liturgia
  1. A liturgia é culto público
  2. A liturgia é culto externo e interno
  3. A liturgia é regulada pela hierarquia eclesiástica
  4. Progresso e desenvolvimento da liturgia
  5. Tal progresso não pode ser deixado ao arbítrio dos particulares
2. Segunda parte: O culto eucarístico
  1. Natureza do sacrifício eucarístico
  2. Participação dos fiéis no sacrifício eucarístico
    1. Os fiéis oferecem junto com o sacerdote
    2. Os féis oferecem também a si mesmos como vítimas
    3. Os meios de promover a participação dos fiéis

  3. A comunhão eucarística
  4. Adoração da eucaristia
3. Terceira Parte: O ofício divino e o ano litúrgico
  1. O ofício divino
  2. Ciclo dos mistérios do ano litúrgico
  3. As festas dos santos
4. Quarta parte: diretrizes pastorais
  1. Não se descuidem as outras formas de piedade
  2. Espírito litúrgico e apostolado litúrgico

- Epílogo

## Conteúdo musical da EncíclicaMediator Dei
Parágrafo 50. Referente ao item "Progresso e desenvolvimento da liturgia", informa que a música, como outras artes, influiu "sobre a determinação e a diversa conformação dos elementos exteriores da sagrada liturgia".
Parágrafo 55. Referente ao item "Tal progresso não pode ser deixado ao arbítrio dos particulares", defende o retorno "às fontes da sagrada liturgia" e não considera sábio "quem repudia e reprova o canto polifônico, ainda quando conforme às normas emanadas da santa sé".
Parágrafo 95. Referente ao item "Os meios de promover a participação dos fiéis", considera dignos de louvor "os que visam a fazer da liturgia, ainda que externamente, uma ação sagrada, na qual têm parte de fato todos os assistentes", o que ocorre, entre outras ocasiões, "quando todo o povo, segundo as normas rituais, responde disciplinadamente às palavras do sacerdote ou executa cânticos correspondentes às várias partes do sacrifício, ou faz uma e outra coisa, ou, enfim, quando, na missa solene, responde alternadamente às orações dos ministros de Jesus Cristo e se associa ao canto litúrgico".
Parágrafo 131. Referente ao item "O ofício divino", cita o cânone XIX da Regula Monachorum de São Bento, segundo a qual, "Devemos salmodiar de modo que a nossa mente concorde com a nossa voz", informando que não é o bastante que esse canto seja "perfeitíssimo segundo as leis da arte musical e as normas dos sagrados ritos", mas que provoque "uma elevação da nossa mente e da nossa alma a Deus".
Parágrafo 136. Referente ao mesmo item acima, defende que os fieis participem do ofício de Vésperas, e que "Procurem todos aprender as fórmulas que se cantam nas Vésperas e penetrar-lhes o íntimo sentido".
Parágrafo 176. Referente ao item "Espírito litúrgico e apostolado litúrgico", pede a observância das "normas emanadas desta Sé Apostólica" e defende o canto gregoriano como base da música sacra e pede, como já o fizeram Pio X e Pio XI, o estudo do canto gregoriano nos "seminários e nos Institutos religiosos", bem como a restauração das "Scholæ cantorum" nas "Igrejas mais importantes".
Parágrafo 177. Referente ao mesmo item do § 176, reitera o pedido da Constituição Divini Cultus sanctitatem, de Pio XI, "para que os féis participem mais ativamente do culto divino, seja restaurado o canto gregoriano até no uso popular na parte que respeita ao povo".
Parágrafo 178. Referente ao mesmo item do § 176, defende que o "canto moderno" não seja excluído do culto católico, "se nada têm de profano e de inconveniente à santidade do lugar e da ação sagrada".
Parágrafo 179. Referente ao mesmo item do § 176, pede "cuidado em promover o canto religioso popular e a sua acurada execução feita com a dignidade conveniente", aplicando-se o mesmo à arquitetura, à escultura e à pintura e defendendo que, para "estimular e aumentar a fé e a piedade das populações cristãs" seja dado "livre campo também à arte moderna, se esta serve com a devida reverência e a devida honra aos sagrados edifícios e ritos".

## Parágrafos centrais relacionados à música sacra
| 176. Ad res musicas quod attinet, certae praeclaraeque normae in Liturgia religiose serventur, quas Apostolica haec Sedes edidit. Gregoriani concentus, quos Romana Ecclesia ut rem propriam habet, utpote antiquitus a maioribus acceptam ac per saeculorum decursum sub impensam suam tutelam custoditam quosque christifidelibus ut rem itidem propriam proponit, atque etiam in nonnullis Liturgiae partibus omnino praescribit (cfr Pius X, Litt. Apost. Motu Proprio Tra le sollecitudini) non modo sacrorum Mysteriorum celebrationem magis decoram magisque sollemnem efficiunt, sed summopere etiam conferunt ac adstantium fidem pietatemque adaugendam. Quam ad rem Decessores Nostri imm. mem. Pius X et Pius XI decrevere — idque Nos libenter auctoritate Nostra confirmamus — ut in sacris Seminariis religiosisque Institutis Gregorianus cantus diligenter studioseque coleretur, utque, praecipua saltem apud templa veteres cantorum Scholae restituerentur; quod quidem hauc paucis in locis felici cum exitu factum est (cfr. Pius X, loc. cit. Pius XI Const. Divini cultus, II, 5). | 176. Quanto à música, observem-se escrupulosamente as determinadas e claras normas emanadas desta Sé Apostólica. O canto gregoriano que a Igreja romana considera coisa sua, porque recebido da antiga tradição e guardado no correr dos séculos sob a sua cuidadosa tutela e que propõe aos fiéis como coisa também deles, prescrito como é de modo absoluto em algumas partes da liturgia, não só acrescenta decoro e solenidade à celebração dos divinos mistérios, antes contribui extremamente até para aumentar a fé e a piedade dos assistentes. A esse propósito nossos predecessores de imortal memória, Pio X e Pio XI, estabeleceram – e nós de bom grado confirmamos com a nossa autoridade as disposições por eles dadas – que nos seminários e nos Institutos religiosos seja cultivado com estudo e diligência o canto gregoriano, e que, ao menos nas Igrejas mais importantes, sejam restauradas as antigas "Scholae cantorum"; como já foi feito com feliz resultado em não poucos lugares. |
| 177. Praeterea « quo actuosius fideles divinum cultum participent, cantus Gregorianus, in iis quae ad populum spectant, in usum populi restituatur. Ac revera pernecesse est ut fideles non tamquam extranei vel muti spectatores, sed penitus Liturgiae pulchritudine affecti, sic caerimoniis sacris intersint ut vocem suam sacerdotis vel Scholae vocibus, ad praescriptas normas, alternent; quod si auspicato contingat, iam non illud eveniet ut populus aut nequaquam, aut levi quadam demissoque murmure communibus precibus, liturgica vulgarive lingua propositis, vix respondeat » (Pius XI, Const. Divini cultus, IX). Coetus, qui intento animo altaris Sacrificio interest, in quo Servator noster una cum filiis suis, sacro cruore redemptis, immensae caritatis suae epithalamium canit, silere procul dubio non potest, quandoquidem « cantare amantis est » (S. Augustin. Serm. 336, n. 1), et quemadmodum iam antiquitus in proverbium venit, « qui bene cantat, bis orat ». Itaque militans Ecclesia, populus nempe una cum Clero, triumphantis Ecclesiae canticis Angelorumque choris suam inserit vocem, omnesque simul magnificum aeternumque Sanctissimae Trinitati concinunt laudis hymnum, secundum illud : « cum quibus et nostras voces ut admitti iubeas deprecamur » (Missale Rom. Praefatio). | 177. Além disso, "para que os féis participem mais ativamente do culto divino, seja restaurado o canto gregoriano até no uso popular na parte que respeita ao povo. E urge verdadeiramente que os fiéis assistam às sagradas cerimônias não como espectadores mudos e estranhos, mas penetrados, intimamente, da beleza da liturgia... que alternem, segundo as normas prescritas, sua voz com a voz do sacerdote e dos cantores; se isso graças a Deus se verificar, então não acontecerá mais que o povo responda apenas com um leve e submisso murmúrio às orações comuns ditas em latim e em língua vulgar". A multidão que assiste atentamente ao sacrifício do altar, no qual nosso Salvador, junto com os seus filhos remidos pelo seu sangue, canta o epitalâmio da sua imensa caridade, certamente não poderá calar, pois "cantar é próprio de quem ama", e como já dizia o provérbio antigo: "Quem canta bem, reza duas vezes". Assim, a Igreja militante, clero e povo juntos, une a sua voz aos cantos da Igreja triunfante e aos coros angélicos, e todos juntos cantam um magnífico e eterno hino de louvor à Santíssima Trindade, como está escrito: "Com os quais te imploramos que sejam ouvidas ainda as nossas vozes".          |
| 178. Haud tamen asseverari potest hodiernae musices modos atque concentus ex catholicae religionis cultu omnino removendos esse. Quin immo, si nihil iidem habeant, quod profanum sapiat, vel loci ac liturgicae actionis sanctitatem dedeceat, neque ex inani quodam studio miri atque insoliti oriantur, tum oportet profecto eis templa nostra pateant, cum ad sacrorum rituum splendorem mentesque ad altiora elevandas simulque ad veram animi refovendam pietatem haud parum conferre queant. | 178. Não se pode, todavia, asseverar que a música e o canto moderno devam ser de todo excluídos do culto católico. Aliás, se nada têm de profano e de inconveniente à santidade do lugar e da ação sagrada, nem derivam de uma procura vã de efeitos extraordinários, certamente devemos abrir-lhes as portas de nossas Igrejas, podendo ambos contribuir não pouco para o esplendor dos ritos sagrados, para a elevação das mentes e, ao mesmo tempo, para a verdadeira devoção. |
| 179. Vos adhortamur etiam, Venerabiles Fratres, ut popularis ad religionem pertinens cantus cura vestra promoveatur; atque ea servata, quae par est, dignitate, diligenter effectus detur, cum christianorum multitudinis fidem pietatemque facile exacuat atque incendat. Concordes amplissimique plebis nostrae concentus caelum ascendant veluti resonantis maris fragor (cfr. S. Ambros. Hexameron, 3, 5, 23), atque cor unum et animam unam (cfr. Act. 4, 32) canora elataque voce significent, ut fratres addecet eiusdemque Patris filios. Quod autem de rebus musicis diximus, idem fere de ceteris nobilibus artibus dicendum est, ac praesertim de architecturae ac de sculpturae picturaeque artibus. Recentes imagines ac formae, ad materiam aptiores, ex qua hodie conficiuntur, non sunt generali modo atque ex praeiudicata opinione spernendae ac reiciendae; sed rationibus illis aequabiliter ac recte compositis, quae neque ad nudam contendant rerum imitationem, nec ad nimium « symbolismum », quem vocant, ac necessitatibus potius spectatis christianae communitatis, quam peculiari artificum iudicio atque ingenio cuiusque suo, oportet omnino eam nostrorum temporum artem liberum habere campum, quae sacris aedibus sacrisque ritibus debita reverentia debitoque honore inserviat; ita quidem ut eadem ad mirabilem illum gloriae concentum, quem summi viri per revoluta iam saecula catholicae fidei cecinere, suam queat adiungere vocem. | 179. Nós vos exortamos ainda, veneráveis irmãos, a que tomeis cuidado em promover o canto religioso popular e a sua acurada execução feita com a dignidade conveniente, podendo isso estimular e aumentar a fé e a piedade das populações cristãs. Suba ao céu o canto uníssono e possante de nosso povo como o fragor das ondas do mar, expressão canora e vibrante de um só coração e uma só alma, como convém a irmãos e filhos de um mesmo Pai. O que dissemos da música, se aplica às outras artes e especialmente à arquitetura, à escultura e à pintura. Não se devem desprezar e repudiar genericamente e por preconceitos as formas e imagens recentes, mais adaptadas aos novos materiais com os quais são hoje confeccionados; mas, evitando com sábio equilíbrio o excessivo realismo de uma parte e o exagerado simbolismo de outra, e tendo em conta as exigências da comunidade cristã, mais do que o juízo e o gosto pessoal dos artistas, é absolutamente necessário dar livre campo também à arte moderna, se esta serve com a devida reverência e a devida honra aos sagrados edifícios e ritos; de modo que ela possa unir a sua voz ao admirável cântico de glória que os gênios cantaram nos séculos passados a fé católica. |

## Consequências na música sacra
A Encíclica Mediator Dei foi importante na manutenção da prática musical restaurista na Igreja Católica até o final da década de 1950, mas com destaque para a maior participação popular no canto religioso e maior valorização do canto religioso popular e da arte moderna voltadas à dignidade das celebrações litúrgicas que as determinações anteriores a respeito. Nesse sentido, a Encíclica Mediator Dei foi um dos documentos que possibilitaram a abertura da liturgia para as culturas populares, e que resultaram nas transformações propostas pelo Concílio Vaticano II e, no caso da música sacra, definidas no Decreto Sacrosanctum Concilium.